# 福善镇 (富顺县)
福善镇，是中华人民共和国四川省自贡市富顺县下辖的一个乡镇级行政单位。

## 行政区划
福善镇下辖以下地区：
丛善场社区、熊山村、熊坝村、菜子村、阳升村、大峡口村、黑竹坝村、象鼻村、灯山村、彭弯村、韩嘴村、石平村、周安村和月形村。